# Verificación de redundancia longitudinal
La verificación de redundancia longitudinal (LRC), o verificación de redundancia horizontal, es un código de detección de errores usado frecuentemente en redes digitales y en dispositivos de almacenamiento para detectar cambios accidentales en los datos. Se aplica independientemente a cada uno de un grupo paralelo de flujos de bits. Los datos deben dividirse en bloques de transmisión, a los que se agregan los datos de verificación adicionales.
El término generalmente se aplica a un solo bit de paridad por flujo de bits, calculado independientemente de todos los otros flujos de bits (BIP-8),
Añadir el LRC al final de un bloque de datos es un procedimiento muy similar a la suma de verificación (cheksum) y la verificación de redundancia cíclica (CRC).

## Pseudocódigo
La norma internacional ISO 1155 establece que una verificación de redundancia longitudinal para una secuencia de bytes se puede calcular en el software mediante el siguiente algoritmo:
```
Set LRC = 0
For each byte b in the buffer
do
    Set LRC = (LRC + b) AND 0xFF
end do
Set LRC = (((LRC XOR 0xFF) + 1) AND 0xFF)

```

## Otras formas
Muchos protocolos usan un byte de verificación de redundancia longitudinal basado en la lógica XOR (a menudo llamado carácter de verificación de bloque o BCC), entre los que se encuentran el Serial Line Internet Protocol (SLIP), el estándar IEC 62056-21 para lectura de medidores eléctricos, tarjetas inteligentes como se define en ISO/IEC 7816, y el protocolo ACCESS.bus.
Un LRC de 8 bits es equivalente a la verificación de redundancia cíclica utilizando el polinomio x8 + 1. Muchos protocolos utilizan el LRC basado en la lógica XOR, incluido el estándar eléctrico IEC 62056-21 para mediciones, tarjetas inteligentes definidas a través de ISO 7816 y el protocolo ACCESS.bus.